# Escuela de Altamira
Die Escuela de Altamira (Schule von Altamira) war keine Malerschule im klassischen Sinn, sondern eine lose Vereinigung von Malern, Grafikern, Architekten, Keramikern, Bildhauern, Literaten, Musikern, Autoren und Kunstkritikern, die zehn Jahre nach dem Ende des Spanischen Bürgerkrieges eine Wiederbelebung der Aktivitäten der künstlerischen Avantgarde in Spanien zum Ziel hatte.

## Gründung
Die Künstlervereinigung wurde 1948 in Santillana del Mar in Kantabrien von dem deutschen Maler, Architekten und Bildhauer Mathias Goeritz, dem spanischen Bildhauer Ángel Ferrant, dem spanischen Schriftsteller Ricardo Gullón und dem Redakteur und Historiker Pablo Beltrán de Heredia gegründet. Deren Ziel war es, Personen zu vereinigen, die bis dahin vereinzelt in verschiedenen Gegenden Spaniens (Madrid, Barcelona, Teneriffa) versuchten, die schöpferischen Kräfte der spanischen Kultur vorwärts zu entwickeln. Dabei sollten die Verbindungen erneuert werden, die in den 1920er und 30er Jahren innerhalb Spaniens und zu der avantgardistischen Kunstszene in Mitteleuropa vorhanden waren. Die Escuela de Altamira wollte durch Diskussionen zwischen Künstlern und Kunstkritikern auf Kongressen sowie durch Öffentlichkeitsarbeit eine Öffnung der spanischen Kulturszene für moderne internationale Tendenzen erreichen, wie sie vor dem Bürgerkrieg bestanden. Die Wahl der oberhalb der Stadt gelegenen Höhle von Altamira als Bezugspunkt ergab sich daraus, dass man die steinzeitliche Höhlenmalerei als übernationales Symbol der Kunst unabhängig von der Zeit betrachtete.
Der Zivilgouverneur der Provinz Santander (heute Provinz Kantabrien) war Schirmherr der ersten beiden Veranstaltungen.

## Erste Internationale Woche der zeitgenössischen Kunst
Die Primera Semana Internacional de Arte Contemporáneo (Erste Internationale Woche der zeitgenössischen Kunst) fand vom 19. bis zum 26. September 1949 in Santillana del Mar statt. Einer der Initiatoren des Treffens, Mathias Goeritz, konnte nicht teilnehmen, weil seine Aufenthaltserlaubnis für Spanien nicht verlängert worden war. Er wirkte in der Folgezeit in Mexiko, hielt aber mit den anderen Beteiligten engen schriftlichen Kontakt. Bei diesem ersten Kongress trafen sich Künstler, Kunstkritiker und Historiker aus verschiedenen Ländern.
Die Teilnehmer der ersten Veranstaltung im Jahr 1949 waren u. a. der schweizerische Hochschullehrer und Architekt Alberto Sartoris, der den Vorsitz führte, seine Frau, die italienische Künstlerin Carla Prina,  der englischen Maler Anthony Stubbing, der schwedischen Bildhauer Ted Dyrssen, die spanischen Künstler Ángel Ferrant, Josep Llorens i Artigas, Eudaldo Serra, Francisco (Pancho) Gutiérrez Cossío, die Kunsthistoriker Enrique Lafuente Ferrari und der Historiker Pablo Beltrán de Heredia, die Kunstkritiker Ricardo Gullón, Sebastián Gasch, Rafael Santos Torroella, Luis Felipe Vivanco und Eduardo Westerdahl. Nicht persönlich anwesend waren außerdem noch Joan Miró, Barbara Hepworth, Ben Nicholson und Willi Baumeister, die sich nach eigenen Angaben dennoch als Mitglieder der Escuela de Altamira fühlten.
Ein wichtiges Thema der Konferenz war die Interpretation der Wandbilder der Altsteinzeit im Verhältnis zur modernen Kunst. Die Höhlenmalereien wurden, was die Kreativität, die Behandlung von Linien und Farben betrifft, als reinster, ursprünglicher künstlerischer Ausdruck gesehen, der in der modernen Kunst wieder aufgenommen werden sollte. Ein Vortragstitel war daher: „Einige Ausführungen zum Verhältnis der Bilder in der Höhle von Altamira zur Modernen Kunst“. Weitere Vortragsthemen waren u. a. „Die abstrakte Kunst und ihre Vorgänger“ sowie „Die Bedeutung des Gefühls in der zeitgenössischen Kunst“.
Es wurden aber außer theoretischen Überlegungen zum Wesen der Kunst auch konkrete Pläne zur Förderung der avantgardistischen Kunst entwickelt. Durch verstärkte Öffentlichkeitsarbeit sollten die Ansichten der Teilnehmer zur Kultur allgemein, also nicht nur zur Bildenden Kunst, sondern auch zur Literatur, zur Musik, zum Film und zum Theater usw. in Spanien und international verbreitet werden. Mit diesem Ziel verfassten die Mitglieder der Escuela de Altamira Presseartikel für Zeitschriften im In- und Ausland. Einige von Vivanco verfasste Artikel erschienen auch in gemäßigt franquistischen Zeitungen und Zeitschriften. Die Vorträge der Konferenz wurden als Sammelband veröffentlicht. Der Umschlag dieser Veröffentlichung wurde von Joan Miró entworfen. Der Band enthält z. T. farbige Illustrationen von Ángel Ferrant, Mathias Goeritz, Alberto Sartoris, Llorens Artigas, Eudaldo Serra, Tony Stubbing, Francisco Cossio und Willi Baumeister. Einige Teilnehmer verpflichteten sich im Laufe des kommenden Jahres neue Monografien über Künstler bzw. Probleme der Modernen Kunst zu verfassen. Diese Arbeiten wurden als eine Reihe unter der Bezeichnung „Monografias de la Escuela de Altamira“ bei der Druckerei Hermanos Bedia in Santander gedruckt.
Es wurde damit begonnen, eine eigene Zeitschrift „Bisonte“ (Bison) herauszugeben, von der allerdings nur eine Ausgabe erschien. Es gab konkrete Pläne für ein Museum in Santillana del Mar, dort sollten Werke zeitgenössischer avantgardistischer Künstler – nicht nur Spaniens – ausgestellt werden. Darüber hinaus war geplant, im Zusammenhang mit diesem Museum Ateliers einzurichten, in denen die Künstler verschiedener Länder arbeiten und miteinander in Kontakt kommen könnten. Dieser Aspekt wurde später von Teilnehmern in eigenen Projekten angestrebt. Der Kunstkritiker Eduardo Westerdahl plante beispielsweise zusammen mit dem Architekten Alberto Sartoris ein solches Museum für Teneriffa. Dieses Ziel wird auch heute wieder vom Museo de Arte Contemporáneo Eduardo Westerdahl in Puerto de la Cruz verfolgt.

## Zweite Internationale Woche der zeitgenössischen Kunst
Die Segunda Semana Internacional de Arte Contemporáneo (Zweite Internationale Woche der zeitgenössischen Kunst) fand vom 21.–28. September 1950 wieder in Santillana del Mar statt. Den Vorsitz der Konferenz führte Willi Baumeister. Die Vorträge und Diskussionen befassten sich in erster Linie mit dem Verhältnis von Kunst und Gesellschaft, mit der Stellung des Künstlers und der Frage der Freiheit der Kunst. Die Diskussionen bezogen sich nicht nur auf die Bildende Kunst, sondern betrafen auch andere Bereiche wie Literatur und Musik.
Im Rahmen der Veranstaltung fand eine Ausstellung mit Werken der italienischen Künstlerin Carla Prina statt.
Anwesend waren, außer einem großen Teil der Teilnehmer der Ersten Internationalen Woche der zeitgenössischen Kunst, u. a. Joan Teixidor, Guillermo de Torre, Willi Baumeister, Cicero Díaz y Ventura Doreste.
In der Schlusserklärung wurde festgestellt, dass der Surrealismus eine Freiheit der Kunst geschaffen habe, die nicht begrenzt werden könne, dass es eine gesellschaftliche Kunst nicht gebe und die Werte verfälscht werden wenn Kunst als Propaganda verwendet wird. Der Konferenzbericht enthält u. a. Beiträge mit den Titeln: Nuevo Arte Sagrado (Neue religiöse Kunst), La Critica de Arte y sus Problemas, (Die Kunstkritik und ihre Probleme), La Genesis de la Creación Artistca (Die Entstehung der künstlerischen Schöpfung) und Perspectivas del Arte Contemporáneo (Die Perspektiven der Zeitgenössischen Kunst). Wie bereits der Bericht der Ersten Internationalen Woche der zeitgenössischen Kunst wurde auch Bericht der Zweiten Internationalen Woche der zeitgenössischen Kunst, mit – für die damalige Zeit – aufwändigen Illustrationen von Carla Prina, Tony Stubbing, Mathias Goeritz, Ángel Ferrant, Willi Baumeister, Alberto Sartoris und Llorens Artigas y Serra geschmückt.

## Dritte Internationale Woche der zeitgenössischen Kunst
Am 12. Oktober 1951, dem Día de la Hispanidad (Tag des Spaniertums) wurde die I. Bienal Hispanoamericana de Arte durch Francisco Franco eröffnet. Die Ausstellung, die von Oktober 1951 bis zum Februar 1952 in Madrid zu sehen war, zeigte zeitgenössische Kunst aus Spanien und Ländern die mit Spanien kulturell verbunden waren. Es gab verschiedene Abteilungen für Architektur und Städtebau, Plastik, Malerei und Zeichnung sowie für Druckgrafik. Die Ausstellung wurde vom Instituto de Cultura Hispánica organisiert. Das Instituto unterstand nicht dem Ministerio de Educación Nacional (Kultusministerium), sondern war als selbstständige Einrichtung dem Außenministerium angegliedert.
Ein weiteres Treffen von Mitgliedern der Escuela de Altamira fand im zeitlichen Zusammenhang, aber unabhängig von dieser Ausstellung, vom 1. bis 7. November 1951 in Madrid statt. Ob man diese Veranstaltung als Dritte Internationale Woche der zeitgenössischen Kunst bezeichnen kann, ist umstritten, da die Teilnehmerstruktur stark von den vorhergegangenen Treffen abweicht. Das Treffen fand nicht in Santillana del Mar statt und es wurde auch keine eigene Veröffentlichung der Vorträge und Diskussionen herausgegeben. Der im Institut d'architecture Athenaeum in Lausanne lehrende Alberto Sartoris veröffentlichte einen Bericht über die Zusammenkunft im Dezember 1951 in einer Doppelausgabe der italienischen Zeitschrift Numero.
Neben vielen anderen Persönlichkeiten nahmen, unter dem Vorsitz von Sartoris, der Zivilgouverneur der Provinz Santander Joaquín Reguera Sevilla, der Schriftsteller Ricardo Gullón, der Kunstkritiker Eduardo Westerdahl, der Keramiker Josep Llorens i Artigas, die Schriftsteller Leopoldo Panero Torbado, Luis Rosales Camachound Rafael Santos i Torroella, die Bildhauer Ángel Ferrant Vázquez und Carlos Ferreira de la Torre, die Architekten Luis Felipe Vivanco und José Luis Durán de Cottes, die Maler Tony Stubbing, Francisco Gutiérrez Cossío, Benjamín Palencia, Rafael Zabaleta Fuentes, Enrique Planasdurá und Carlos Pascual de Lara an den Sitzungen teil.

## Wirkung
Die Schule von Altamira entfaltete ihre Wirkung nicht in erster Linie durch die Konferenzen. Dort fand die Klärung der Standpunkte statt und wurden Manifeste erarbeitet. Vor allem aber dienten diese Treffen der Absprache von Aktivitäten, mit denen die Mitglieder für ihr gemeinsames Anliegen in der Öffentlichkeit eintreten wollten. Es wurden Arbeitsaufgaben für die einzelnen Mitglieder abgesprochen, die diese dann von ihrem jeweiligen Wohnort aus durchführten.
Während die Teilnehmer der ersten beiden Treffen noch gegen die staatliche Kulturpolitik ankämpften, wurden die Ziele der Schule von Altamira im Laufe der Zeit teilweise durch eine Liberalisierung in der franquistischen Kulturpolitik, insbesondere gegenüber der abstrakten Malerei, unterlaufen. Diese Liberalisierung in der Kulturpolitik am Ende der 40er und in den 50er Jahren fand zusammen mit Veränderungen in der Wirtschafts- und Außenpolitik statt. Die Öffnung der staatlichen Kulturpolitik führte dazu, dass moderne Tendenzen sowohl im Bereich der Bildenden Kunst aber auch im Bereich der Literatur wenn nicht gefördert, so doch geduldet wurden. Die Teilnehmer der Treffen der Schule von Altamira bemühten sich in der Folgezeit wieder eher auf lokaler Ebene für den Anschluss der Spanischen Kunst der Moderne an das internationale Niveau und die Verbreitung avantgardistischer Strömungen in der Gesellschaft.

## Ausstellungen zum Thema Escuela de Altamira
Zwischen 1981 und 2010 fanden in Santillana del Mar verschiedene Ausstellungen statt, die der Escuela de Altamira und den beteiligten Künstlern gewidmet waren. Die Ausstellungskataloge enthalten jeweils eine umfangreiche Darstellung der Wirkung der Vereinigung und biografische Anmerkungen zu den Mitgliedern.
Im Juli und August 1981 war eine Ausstellung im Torre de Don Borja in Santillana del Mar zu sehen.
Eine weitere Ausstellung fand im August und September 1998 in den Casas del Águila y La Parra in Santillana del Mar statt.
Die Ausstellung im Museo Nacional y Centro de Investigación de Altamira in Santillana dauerte vom 23. Dezember 2010 bis zum 31. Dezember 2011.